# Самоубилачка идеја
Самоубилачка идеја, суицидална идеја или самоубилачке мисли су размишљања болесника о сопственој безвредности, као и безвредности сопственог живота и разматрања могућности да га прекине, односно да се убије. Самоубилачка (суицидална) идеја не јавља се само код болесника већ се може јавити и условима великих животноих промена, као што је смрт вољене особе, губитак посла или крај везе - ситуацијам које могу оставити људе да се осећају потиштеним, очајним, повређеним и беспомоћним.
Суицидалне идеје које могу резултовати покушајем самоубиства или самоубиством (суицидом), тако постају не само психијатријски ентитет, већ и општи друштвени проблем, који је са тенденцијом пораста у савременој ери, посебно у земљама са високим економским стандардом. Према подацима Светске здравствене организације 2000. године милион људи је умрло у свету од суицида, а до 2020. године стопа суицида може нарасти до једног и по милиона. Код свих њих пре коначног чина самоубиства и покушаја самоубиства биле су присутна јако развијене суицидалне идеје.

## Епидемиологија
Статистички подаци говоре о томе да се суицидална размишљања на глобалном нивоу у току једне године јављају код више од 90% особа које задовољавају дијагностичке критеријуме за неко од психијатријских поремећаја. 
Истовремено између 10% и 18% особа у свету има самоубилачке мисли током свог живота.
Непрепозната и нелечена велика депресивна епизода сматра се најважнијим фактором ризика за развој суицидалних идеја које на крају окончају и суицидом.
Много пута у суицидологији је наглашавана улога поремећаја расположења у суицидалном понашању, чак до тврдњи да „нема суицидалних идеја и суицида без депресије“ тако да се сва депресивна стања стављају на чело листе суицидогених фактора, мање код мешаних и ретко код маничних епизода.
Ризик за појаву суицидогених идеја је утолико већи, ако је код оних који пате од депресије са психотичним обележјима, анамнезом утврђен ранији покушај суицида и истовремена употреба психоактивних супстанци по DSM-IV међународној класификацији психијатријских болести.

## Етиопатогенеза
Парасуицидално понашање
Аустријски неуропсихијатар и суицидолог Ервин Рингел међу првима је дефинисао парасуицидално понашање доминантно изазвано суицидаслним идејама. По њему самоубиство није последица тренутне реакције на животни стрес, већ процес који се састоји о четири фазе: 
- сужавање,
- агресија,
- бег у нереално и
- психичка анестезија.

У чину парасуицида преплићу се две тенденце: тежња за смрћу и апел у помоћ, који се веома често и не препознаје као такав.
Тежњом да се у оквиру парасуицида издвоји посебан термин, постоји такозвано свесно, намерно самоповређивање (енгл. deliberate self harm или DSH), које је чешће код адолесцената и код жена. Особе са DSH имају потребу за емоционалним пражњењем којим могу смањити агресивност, анксиозност, депресивност и осећај кривице, али исход није фаталан. Основна разлика између
DSH и покушаја суицида је у непостојању, односно постојању жеље за смрћу у суицидалним идејама или размишљањима.
Фактори ризика и поремећаји повезани са самоубиством.
| Фактори                             | Карактеристике |
| ----------------------------------- | --- |
| Епидемиолошки фактори               | - Мушкарци, беле расе, старости веће од 65 година - Удовац или разведен - Живети сам; нема деце млађе од 18 година у домаћинству - Присуство стресних животних догађаја - Приступ ватреном оружју                                   |
| Психијатријски поремећаји           | - Депресија - Злоупотреба супстанци (нарочито алкохола) - Шизофренија - Панични поремећај - Гранични поремећај личности - Поред тога, код адолесцената: импулсивно, агресивно и антисоцијално понашање; присуство насиља у породици |
| Прошлост                            | - Историја претходног покушаја самоубиства - Породична историја покушаја самоубиства |
| Поремећаји повезане са самоубиством | - Очајање - Анхедонија - Инсомнија - Озбиљна анксиозност - Ослабљена концентрација - Психомоторна агитација - Напади панике |

## Симптоматологија
Ни у једном клиничком случају не постоји „типична самоубилачка особа”, са јасним клиничким знацима. Међутим, постоји неколико облика понашања која могу указати да особа озбиљно размишља о самоубиству, у којима они суцидалне идеје испољавају на један од следећих начина: 
- причају о самоубиству и преокупиране са смрћу и умирањем
- пате од поремећаја у исхрани или спавању
- приметне су промене у личном изгледу
- губитак интересовања за рад, школу или хоби
- повлачење из друштвених активности, дистанцанцирање од пријатеља и породице
- драстичне промене у понашању,
- улазе у непотребне ризике као да их није брига шта ће се догодити
- повећана употреба алкохола и дрога
- вршење припрема за погребне аранжмане
- поклањањају вредне поклоне и стечено имање

Било која комбинација наведених активности може упозорити породицу и пријатеље да се особа „бори са животом” и обавезно треба имати у виду да особа разматра самоубиство као опцију.

## Евалуација и план лечења
Евалуација пацијента са суицидалном идејом
| Метода              | Питања која треба поставити |
| ------------------- | --- |
| Лична анамнеза      | - историја психијатријске болести, - злоупотреба супстанци, - има ли самоубилачке идеје? - да ли је имао покушаје самоубиства (нпр стављао пиштољ на главу или држао лекове у руци)? - има ли пиштољ или имате приступ ватреном оружју? - има ли приступ потенцијално штетним лековима? - да ли замишља своју сахрану и како ће људи реаговати на његову смрт? - да ли је променио свој тестамент или политику животног осигурања или је продао своју имовину? - да ли злоупотребљава психоактивне суспстанце - недавни стрес |
| Породична анамнеза  | - психијатријске болести у породици - да ли је било самоубистава у најужој породици - разговор са члановима уже породице |
| Преглед психијатра  | - утврдити присуство велике депресије, анксиозности, злоупотребе психоактивних супстанци |
| Израда плана лечења | |

## Терапија
Приступ
Када се неко жали да има самоубилачке мисли, он заправо тражи помоћ, покушавајући да подели своја осећања, покушавајући да сазна колико му је тешко да комуницира и не види значење живота који води.
Зато приступ пацијенту са суицидалним идејама и суицидалним понашањем мора бити миран, без критика
уз пуну емпатију према његовом проблему, а лекар не сме испољити бес, аверзију или кажњавајући приступ.
Учесници у терапији
Учесници у третману и терапији ових болесника су терапеут, пацијент и чланови породице. 
У пракси се примењује терапијски уговор кога сачињавају лекар и пацијент који нема правни значај.
Опште терапијске мере
У ове мере спадају задржавање пацијента у кући уз амбулантно праћење, примена парцијалне хоспитализације или реализовање добровољног или принудног болничког лечеља на психијатријском одељењу, зависно од процене тежине клиничке слике.
Фармаколошке мере
Ове мере подразумевају лечење основног психијатријског поремећаја, уз прописивање мале количине лекова посебно ако имају ниске токсичне и леталне дозе (нпр антидепресиве друге генерације који имају мање нежељених ефеката и мању токсичност приликом предозирања), а у болничким условима анксиолитике и антипсихотике.
Нефармаколошке мере
Нефармаколошке мере подразумевају психотерапију и социотерапију. 
Ургентна психијатријска интервенција
Ургентна психијатријска интервенција подразумева да лекар мора да препозна ризико-факторе суицидалног понашања и протективне факторе које пацијента спречавају да изврши самоубиство. Подршка, разумевање и уливање наде главни су терапијски приступ оваквим пацијентима. Болничко лечење је неретко неопходно и у најбољем је интересу болесника.